# Natação nos Jogos Pan-Americanos de 2011 - Revezamento 4x200 m livre feminino
As competições do revezamento 4x200 metros livre feminino da natação nos Jogos Pan-Americanos de 2011 foram realizadas no dia 18 de outubro no Centro Aquático Scotiabank, em Guadalajara.

## Medalhistas
|  | USA Estados Unidos                                                                            |  | BRA Brasil |  | MEX México                                                                                     |
|  | Catherine Breed Elizabeth Pelton Chelsea Nauta Amanda Kendall Kimberly Vandenberg Erika Erndl |  | Joanna Maranhão Jéssica Cavalheiro Manuella Lyrio Tatiana Barbosa Sarah Correa Gabriela Rocha Larissa Cieslak Thamy Ventorini |  | Liliana Ibañez Patricia Castañeda Fernanda González Susana Escobar Martha Beltrán Rita Medrano |

## Recordes
Antes desta competição, os recordes mundiais e olímpicos da prova eram os seguintes:
| Tipo                             | Atleta         | Tempo   | Local          | Data                | Ref |
| -------------------------------- | -------------- | ------- | -------------- | ------------------- | --- |
|                                  | China          | 7m42s08 | Roma           | 30 de julho de 2009 | ver |
| Recorde dos Jogos Pan-Americanos | Estados Unidos | 8m02s03 | Rio de Janeiro | 18 de julho de 2007 | ver |

## Resultados

### Eliminatórias
| Pos. | Raia | Nadadores                                                           | País               | Tempo   | Obs. |
| ---- | ---- | ------------------------------------------------------------------- | ------------------ | ------- | ---- |
| 1    | 4    | Kimberly Vandenberg Elizabeth Pelton Erika Erndl Amanda Kendall     | USA Estados Unidos | 8:05.64 | Q    |
| 2    | 6    | Martha Beltrán Fernanda González Rita Medrano Liliana Ibáñez        | MEX México         | 8:29.97 | Q    |
| 3    | 2    | Yennifer Márquez Elimar Barrios Jeserik Pinto Darneyis Orozco       | VEN Venezuela      | 8:30.58 | Q    |
| 4    | 5    | Gabrielle Soucisse Ashley McGregor Karyn Jewell Bridget Coley       | CAN Canadá         | 8:33.09 | Q    |
| 5    | 3    | Sarah Correa Gabriela Rocha Larissa Cieslak Thamy Ventorini         | BRA Brasil         | 8:46.95 | Q    |
| 6    | 1    | Mariangela Macchiavello Patricia Quevedo María Torres Andrea Cedrón | PER Peru           | 8:51.52 | Q    |
| 7    | 7    | Nadia Colovini Georgina Bardach Julia Arino Virginia Bardach        | ARG Argentina      | 9:09.18 | Q    |

### Final
| Pos.              | Raia | Nadadores                                                           | País               | Tempo   | Obs.                             |
| ----------------- | ---- | ------------------------------------------------------------------- | ------------------ | ------- | -------------------------------- |
| Medalha de ouro   | 4    | Catherine Breed Elizabeth Pelton Chelsea Nauta Amanda Kendall       | USA Estados Unidos | 8:01.18 | Recorde dos Jogos Pan-Americanos |
| Medalha de prata  | 2    | Joanna Maranhão Jéssica Cavalheiro Manuella Lyrio Tatiana Lemos     | BRA Brasil         | 8:09.89 |                                  |
| Medalha de bronze | 5    | Liliana Ibáñez Patricia Castañeda Fernanda González Susana Escobar  | MEX México         | 8:12.19 |                                  |
| 4                 | 3    | Yanel Pinto Darneyis Orozco Yennifer Márquez Andreina Pinto         | VEN Venezuela      | 8:19.20 |                                  |
| 5                 | 6    | Caroline Lapierre Paige Schultz Sherry Liu Jennifer Beckberger      | CAN Canadá         | 8:19.93 |                                  |
| 6                 | 1    | Nadia Colovini Virginia Bardach Julia Arino Georgina Bardach        | ARG Argentina      | 8:38.96 |                                  |
| 7                 | 7    | Andrea Cedrón Mariangela Macchiavello María Torres Daniela Miyahara | PER Peru           | 8:42.24 |                                  |

Legenda
| Recorde mundial                  | Recorde mundial (World record)               |                       | Recorde africano                      | Recorde africano (African) |                                           | Q | Classificado por posição (Qualified) |
| Recorde dos Jogos Pan-Americanos | Recorde pan-americano (Pan-American record)  | Recorde da América    | Recorde da América (Americas)         | q                          | Classificado por melhor tempo (Qualified) |   |                                      |
| Melhor marca do ano              | Melhor marca do ano (World leading)          | Recorde asiático      | Recorde asiático (Asian)              | DNS                        | Não largou (Did not start)                |   |                                      |
| Recorde nacional                 | Recorde nacional (National record)           | Recorde europeu       | Recorde europeu (European)            | DNF                        | Não terminou (Did not finish)             |   |                                      |
| Recorde pessoal                  | Recorde pessoal do atleta (Personal best)    | Recorde da Oceania    | Recorde da Oceania (Oceania)          | DSQ / DQ                   | Desclassificado (Disqualified)            |   |                                      |
| Recorde da temporada             | Recorde da temporada do atleta (Season best) | Recorde sul-americano | Recorde sul-americano (South America) | NM                         | Sem marca (No mark)                       |   |                                      |